# Artibeus watsoni
Artibeus watsoni är en däggdjursart som först beskrevs av den brittiske zoologen Oldfield Thomas 1901. Arten ingår i släktet Artibeus, och fladdermusfamiljen bladnäsor.  IUCN kategoriserar arten globalt som sårbar. Arten tillhör undersläktet Dermanura som ofta godkänns som släkte.
Individerna väger 9 till 15 g.

## Utbredning
Artibeus watsoni har sin utbredning från södra Mexiko till sydvästra Colombia (Simmons 2005). Det är rapporterad i länderna Mexiko, Belize, Guatemala, Honduras, Nicaragua, Costa Rica, Panama och Colombia. Arten är uppkallad efter H. J. Watson, en plantageägare i västra Panama som brukade sända provexemplar till Natural History Museum i London, där Oldfield Thomas arbetade.

## Ekologi
Antagligen förekommer ingen fast parningstid eller tre parningstider under årets lopp. Fladdermusen äter främst frukter som fikon.

## Habitat
Artibeus watsoni förekommer upp till 800 meters höjd over havet, I barrskog och blandskog (Reid 1997). Den lever huvudsakligen av frukter, men kan också livnära sig på insekter och pollen (LaVal och Rodrıguez-H 2002).